# Kunst
Kunst è il diciottesimo album in studio del gruppo di musica industriale tedesco KMFDM, pubblicato nel 2013.

## Tracce
1. Kunst – 5:01
2. Ave Maria – 5:02
3. Quake – 4:07
4. Hello – 4:25
5. Next Big Thing – 4:41
6. Pussy Riot – 4:10
7. Pseudocide – 3:36
8. Animal Out – 5:06
9. The Mess You Made – 6:05
10. I ♥ Not – 4:32